# Pęczyny
Pęczyny – wieś w Polsce położona w województwie świętokrzyskim, w powiecie sandomierskim, w gminie Wilczyce.
| SIMC    | Nazwa      | Rodzaj    |
| ------- | ---------- | --------- |
| 0809552 | Granicznik | część wsi |
| 0809569 | Kolonia    | część wsi |

Pierwsza odnotowana wzmianka pochodzi z rejestrów podatkowych z 1508 roku. Wieś Pęczyny opłaciła 33 grosze podatku, była częścią majątku Wilczyc, należącego do Mikołaja Uchacza.
W Monografii Parafii Jankowice Kościelne Sandomierskie przywołany jest "inwentarz folwarku Penczyńskiego" z 3 marca 1697 rok. Wg inwentarza we wsi istniał folwark z dworem drewnianym pięcioizbowym, krytym słomą oraz zabudowaniami gospodarskimi (spiżarnia, gumno, stajnia, dwie stodoły, spichlerz, obora). Do ogrodzonego terenu folwarku przynależał ogrodzony ogródek na nasiona, ogród na jarzyny, zagroda dla krów, 3 pastewniki. Obok dworu znajdował się las olszynowy oraz mieszany z którego pozyskiwano miód. Ostatnimi wspomnianymi dzierżawcami zamieszkującymi w Pęczynach są Onufry i Dorota Iżyccy do około 1835 roku. Żadne ślady terenu i zabudowań folwarku nie zachowały się do czasów obecnych. 
W Inwentarzu z 1697 roku spisanych zostało 8 poddanych, 4 chałupników, 2 kmieci, 7 zagrodników, 2 kmieciów ze wsi dacharzów jako zastępstwo gajowego Penczyńskiego wraz z ich majątkiem i obowiązkami pańszczyźnianymi wobec folwarku.
W tej samej monografii przywołany jest rejestr podatku z 1676 roku wg której wieś miała 32 chłopów i płaciła 44 złote, 2 grosze i 12 pieniążków podatku na wojsko.
Wg Słownika Geograficznego Królestwa Polskiego wieś Pęczyny w roku 1827 miała 22 domostwa i 54 mieszkańców natomiast w 1887 miała 15 domostw, 133 mieszkańców, 333 morgi ziemi dworskiej i 93 morgi ziemi włościańskiej. W osadzie młyńskiej było 1 domostwo i 6 mieszkańców.
W Pęczynach urodził się ks Adam Popkiewicz.
W latach 1975–1998 miejscowość administracyjnie należała do województwa tarnobrzeskiego.
Przez wieś przechodzi  żółty szlak rowerowy z Sandomierza do Opatowa.